# المجموعة الاستشارية العلمية للطوارئ
المجموعة الاستشارية العلمية للطوارئ
المجموعة الاستشارية العلمية للطوارئ (SAGE) هي هيئة استشارية حكومية في المملكة المتحدة تقدم المشورة للحكومة المركزية في حالات الطوارئ. ويترأسها عادةً المستشار العلمي الرئيسي للمملكة المتحدة. ويشكل عضوية هذه المجموعة المتخصصين من الأوساط الأكاديمية والصناعية، إلى جانب خبراء من داخل الحكومة، والتي ستختلف حسب حالة الطوارئ.
تفشي الأوبئة والجوائح
ذكرت SAGE الحكومة بعدد من الحوادث والأحداث، بما في ذلك:
- جائحة إنفلونزا 2009.
- ثورات  Eyjafjallajökull 2010
- حادثة فوكوشيما النووية لعام 2011.
- الفيضانات الشتوية للمملكة المتحدة 2013-2014.
- تفشي الإيبولا 2014.
- زلزال نيبال 2015.
- وباء فيروس زيكا 2015 – 2016
- الخرق الكارثي المحتمل لخزان تودبروك في 2019.
- جائحة الفيروس التاجي كورونا 2019-2020

COVID-19
خلال جائحة COVID-19 لعام 2020، تم انتقاد SAGE بسبب نقص الشفافية. حيث لم يتم الكشف عن قائمة الأعضاء. ويقال أن هذا من أجل أمن الأعضاء أنفسهم، على الرغم من أن كثير منهم يكشفون عن عضويتهم. وقال كريس ويتي متحدثًا إلى لجنة اختيار الرعاية الصحية والاجتماعية فيما يتعلق باجتماعات COVID19 لـ SAGE ، أن SAGE «تم إعطاؤها نصيحة واضحة تمامًا من مركز حماية البنية التحتية الوطنية، تستند أساسًا إلى حقيقة أن SAGE هي لجنة فرعية من كوبرا». جادل باتريك فالانس في رسالة إلى البرلمان بأن العلماء كانوا محميين من خلال إخفاء الهوية من «اللوبي وأشكال أخرى من التأثير غير المرغوب فيه». وليس بالضرورة أن يحضر جميع أعضاء المجموعة جميع الاجتماعات. حيث حتى عام 2019، لم يحضر مستشارو وباء COVID-19 اجتماعات SAGE على الإطلاق، ولم يكن هناك دليل على حضور 10 من مسؤولي داونينج ستريت؛ لكن المستشارين السياسيين حضروا اجتماعات الوباء. على الرغم من أنهم ليسوا أعضاء، فقد شاركوا بهذا الحدث. وتم انتقاد حضورهم ومشاركتهم على نطاق واسع، ولا سيما من قبل الحاضرين الآخرين «الذين صدموا وقلقوا من حيادية المشورة».
الأعضاء البارزون خلال جائحة COVID-19
خلال جائحة COVID-19، ذكر تقرير في الجارديان أن الحاضرين في اجتماع أبريل 2020 للمجموعة تضمن:
كبار المستشارين:
- السيد باتريك فالانس، كبير المستشارين العلميين (الرئيس).
- البروفيسور كريس ويتي، كبير المستشارين الطبيين.

الخبراء الطبيون والعلميون:
- البروفيسور جون أستون: خبير إحصائي، كبير المستشارين العلميين لوزارة الداخلية.
- ميرا تشاند: عالمة الأحياء الدقيقة.
- الأستاذ إيان دايموند: الإحصائي الوطني.
- البروفيسور جون إدموندز: عالم الأوبئة.
- السير جيريمي فارار: باحث طبي.
- البروفيسور نيل فيرغسون: عالم الأوبئة.
- البروفيسور بيتر هوربي: عالم الأوبئة.
- البروفيسور أنجيلا ماكلين: عالمة الأحياء الرياضية.
- البروفيسور غراهام ميدلي: عالم الأوبئة.
- الدكتور إدوارد مولينز: المستشار السريري.
- البروفيسور شارون بيكوك: عالم الأحياء الدقيقة.
- البروفيسور ستيفين باويس: المدير الطبي الوطني لإنجلترا.
- البروفيسور أندرو رامباوت: عالم الأحياء الجزيئية.
- إيما ريد: مخططة الطوارئ.
- البروفيسور بروك روجرز: عالم نفس اجتماعي.
- جيمس روبين: عالم نفسي.
- البروفيسور جوناثان فان تام: أخصائي الإنفلونزا، ونائب رئيس الأطباء في إنجلترا.
- البروفيسور شارلوت واتس: أخصائية وبائيات، كبيرة المستشارين العلميين لقسم التنمية الدولية.
- الأستاذة ماريا زامبون: عالمة الفيروسات.

مستشارو داونينج ستريت:
- دومينيك كامينغز.[8]
- الدكتور بن وارنر: عالم البيانات.[8]

كتب فالانس أن SAGE يشمل علماء وخبراء من أكثر من عشرين مؤسسة منفصلة، وتحتوي SAGE أيضًا على أربعة أفرقة خبراء قد يكون لكل منها كأقل عدد خمسة أعضاء ومن الممكن أن تصل إلى أربعين عضوًا.
تم الموافقة على حضور دومينيك كامينغز لاجتماع 23 مارس من قبل 10 داونينج ستريت، ولكن الحكومة قالت إن كامينغز لم يكن عضوًا في SAGE . تسبب حضور ومشاركة مستشاري رئيس الوزراء في الكثير من الانتقادات. أفيد أن أحد المشاركين اعتبر أن تدخلات كامينغز قد أثرت في بعض الأحيان بشكل غير لائق على ما يفترض أنه عملية علمية محايدة؛ وتم الإعراب عن صدمة أخرى في فبراير عندما بدأ كامينغز المشاركة لأول مرة في مناقشات SAGE، حيث اعتبر ذلك تأثيرًا سياسيًا غير مرغوب فيه على ما يجب أن يكون «بيانات علمية في غير محلها».